# Wally Hilgenberg
Walter William „Wally“ Hilgenberg (* 19. September 1942 in Marshalltown, Iowa; † 23. September 2008 in Lakeville, Minnesota) war ein US-amerikanischer American-Football-Spieler auf der Position des Linebackers, der insgesamt sechzehn Jahre in der National Football League (NFL) spielte. Er war für die Detroit Lions und Minnesota Vikings im Einsatz.

## Frühe Jahre
Hilgenberg ging in Wilton im US-Bundesstaat Iowa auf die High School. Später besuchte er die University of Iowa, wo er für das College-Football-Team, die Iowa Hawkeyes, auf den Positionen des Linebackers und des Guards spielte.

## NFL
Hilgenberg wurde im NFL Draft 1964 von den Detroit Lions in der vierten Runde an 48. Stelle ausgewählt. Nach vier Jahren bei den Lions, bei denen er 41 Spiele absolvierte, jedoch in der Saison 1967 wegen eine Knieverletzung komplett ausfiel, schloss er sich den Minnesota Vikings an, mit denen er 1969 die NFL-Meisterschaft gewann. Den Super Bowl IV verloren die Vikings anschließend jedoch gegen die Kansas City Chiefs, welche damals noch der American Football League (AFL) angehörten, mit 7:23. Er war auch Teil des Teams, als die Vikings die Super Bowls VIII gegen die Miami Dolphins, IX gegen die Pittsburgh Steelers und XI gegen die Oakland Raiders erreichten, jedoch allesamt verloren.

## Tod
Hilgenberg starb am 23. September 2008, vier Tage nach seinem 66. Geburtstag, an amyotropher Lateralsklerose. Nach seinem Tod wurde eine chronisch-traumatische Enzephalopathie (CTE) an seinem Gehirn festgestellt.

## Persönliches
Wallys Bruder Jerry Hilgenberg spielte ebenfalls College Football an der University of Iowa auf der Position des Centers. Seine Neffen Jay (Super-Bowl-XX-Champion) und Joel Hilgenberg waren auch in der NFL auf der Position des Centers aktiv.